# Anacamptorrhina concolor
Anacamptorrhina concolor är en skalbaggsart som beskrevs av Heller 1902. Anacamptorrhina concolor ingår i släktet Anacamptorrhina och familjen Cetoniidae. Inga underarter finns listade i Catalogue of Life.